# Z.e.t.a. X
[+]Z.e.t.a. X is een Duitse wave- en electroband, die in 1999 werd opgericht.
De oprichters van de groep waren tekstschrijver Cord Wilhelm Kiel (C*W*K) en Ralph Maten, die klassiek geschoold was en in de jaren negentig een akoestisch album had uitgebracht. Hun debuutalbum Feoh werd geproduceerd door Gerrit Thomas van Funker Vogt, en verwerd tot een goed bewaard geheim in de electroscene. Gitarist Chris Reinthaler verliet de groep in 2002. In 2003 vervoegden gitaristen Jens-Steffen Klimasch en ChrYst-Off zich bij de band. Na een onderbreking bracht de groep in 2005 het album 7 Cultures uit, met teksten van François Villon.
De bandnaam zou een mathematische formule voor het gehele universum moeten voorstellen, gebaseerd op de zèta-functie. Frequente themata zijn mystiek en geschiedenis. Muzikaal worden ruwe electro-elementen met zachtere stukken afgewisseld, alsook harde gitaarpartijen.
De groep trad onder andere op M'era Luna en het Wave-Gotik-Treffen op. De huidige bezetting omvat tevens percussionist Roland Reuter en toetseniste Succi Tan. In 2007 kwam ook Chris Reinthaler terug bij de band. [+]Z.e.t.a. X heeft een relatief kleine schare liefhebbers, daar de groep vooral in de zogenaamde Schwarze Szene bekend is.

## Discografie
- 2000 Feoh
- 2005 7 Cultures
- 2006 Erdbeermund (ep)